# Gótico de tijolos

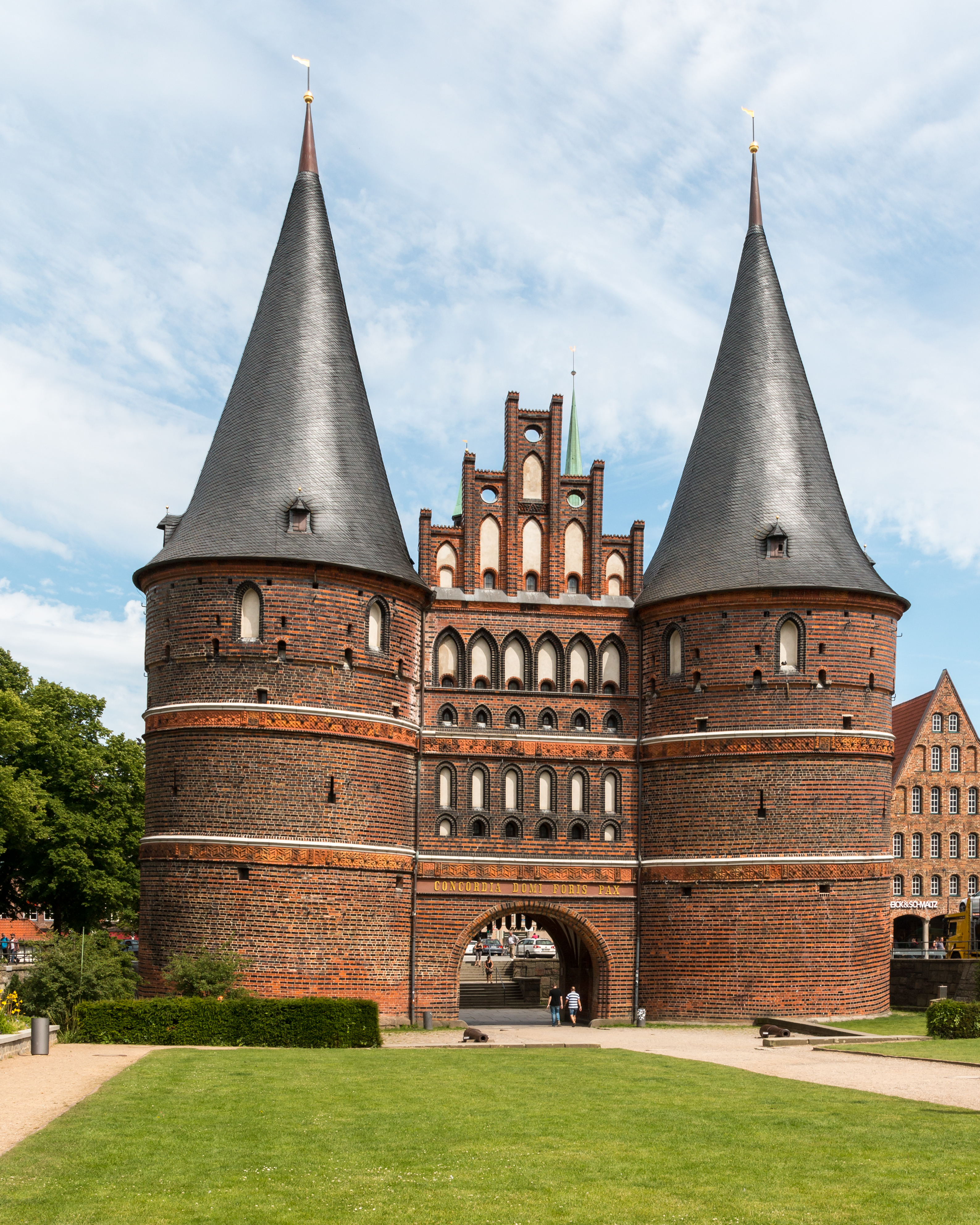
Porta de Holsten, monumento emblemático do gótico de tijolos em Lübeck, Alemanha – com cornijas de calcário.

O Gótico de tijolos (em alemão Backsteingotik), também conhecido como Gótico Báltico, é uma variedade da arquitetura gótica que floresceu no norte da Europa durante a Idade Média. Edifícios neste estilo encontram-se na região ao redor do Mar Báltico: norte da Alemanha, Países Baixos, Flandres, Escandinávia, Polónia (completa, com regiões poloneses tradicionais e a antiga Prússia), Países Bálticos e partes da Bielorrússia e Rússia.

## Características

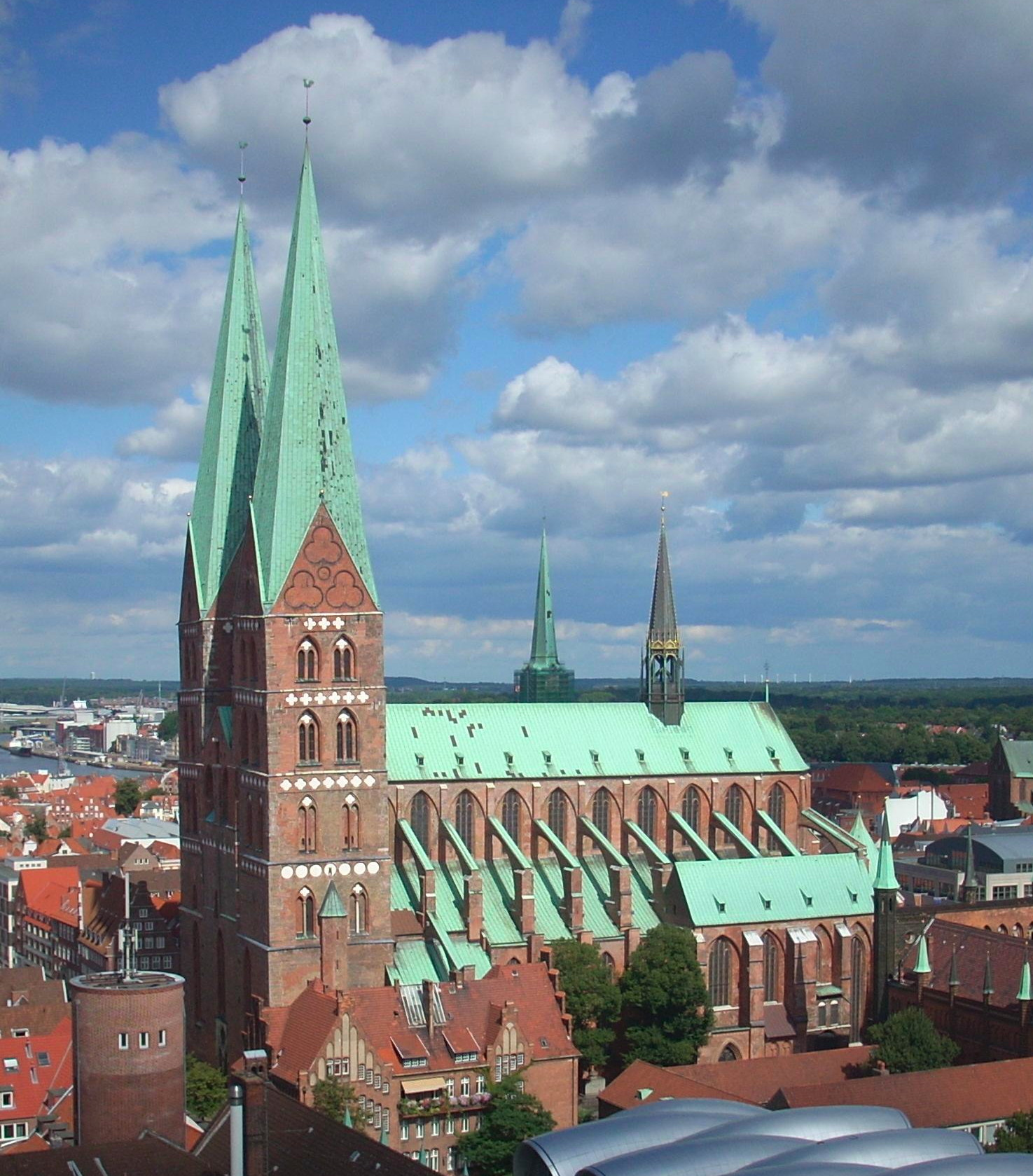
Santa Maria de Lübeck, modelo da arquitetura gótica de tijolos, mas as esquinas das torres são de cantarias de granito.

Como indica o nome, o gótico de tijolos utilizou primariamente o tijolo como material de construção de edifícios, ao invés da cantaria de pedra comum em outras regiões da Europa na mesma época. O uso do tijolo impediu o desenvolvimento de uma decoração figurativa associada à arquitetura (estátuas, gárgulas, pináculos decorados, etc.) que é típica do estilo gótico de outras latitudes. Porém, os arquitetos deste estilo fizeram um rico uso de outros tipos de elementos, como a subdivisão das superfícies com frisos de diferentes padrões e o contraste entre distintos tipos de tijolos (vermelhos opacos e esmaltados) e linhas de calcario branco para obter efeitos decorativos criativos. 

## Origens

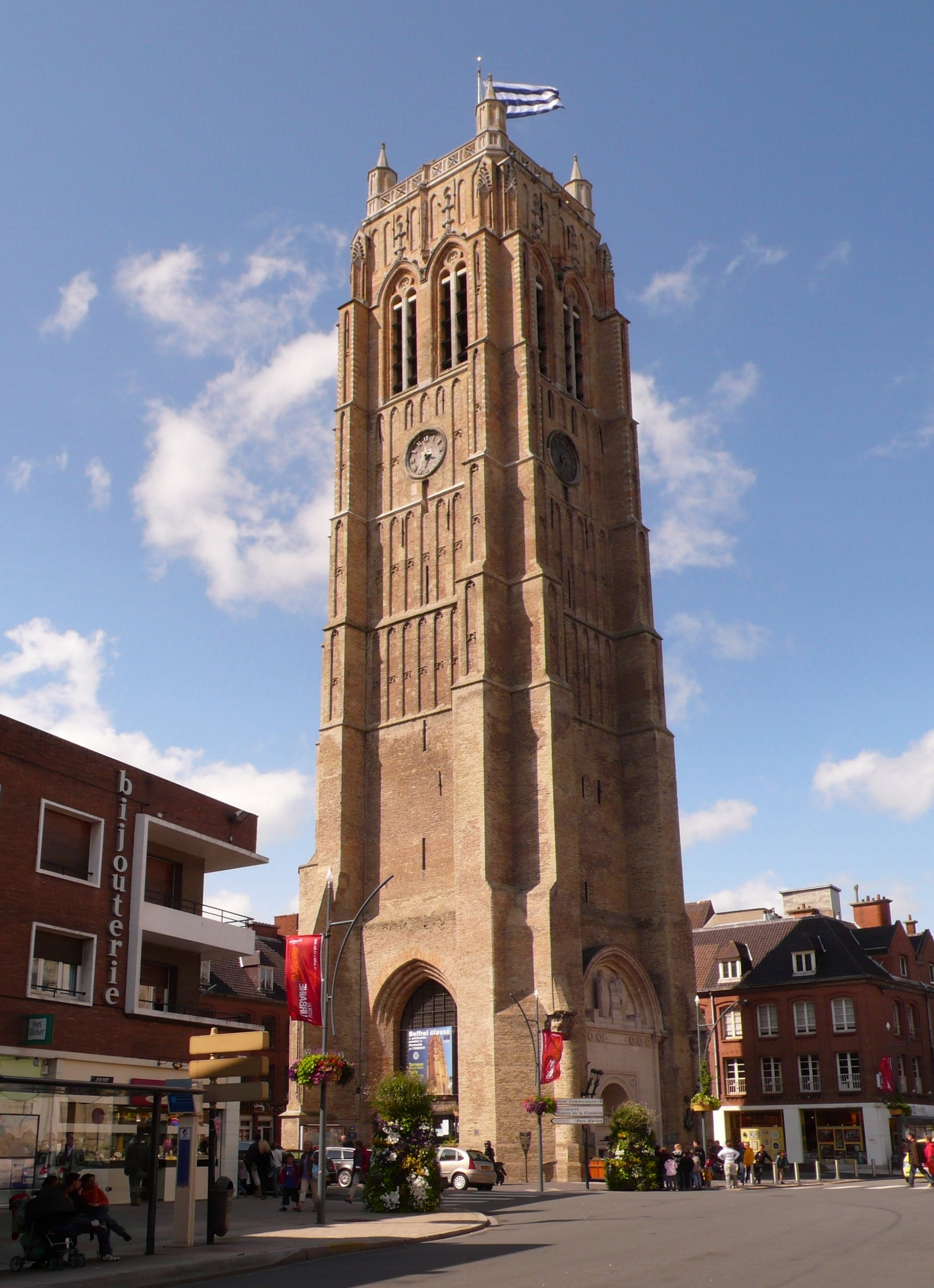
O campanário de Dunkerque em Flandres francesa.

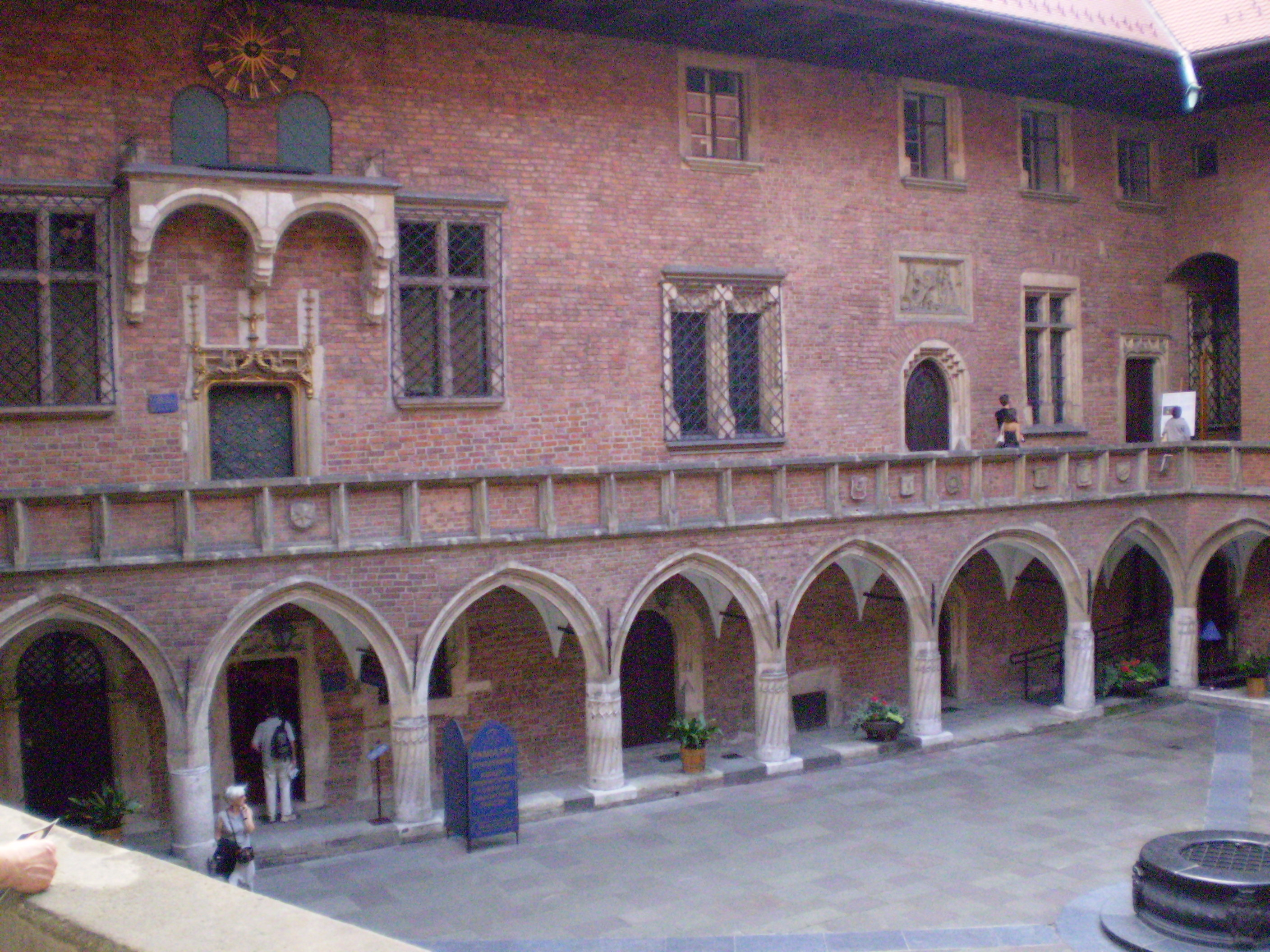
Collegium Maius da Universidade Jaguelônica de Cracóvia em Polônia.

A origem do gótico de tijolos do norte europeu está relacionada à falta de pedra como material de construção ao redor do Mar Báltico, o que levou ao uso do tijolo como material. As primeiras grandes estruturas em tijolos na região seguiam ainda o estilo românico segundo exemplos italianos, mas a partir do século XIII a influência do estilo gótico do norte da França e Flandres passou a ser dominante, o que junto ao uso do tijolo como material deu origem ao gótico de tijolos. O desenvolvimento deste tipo de arquitetura esteve intimamente ligado à Liga Hanseática, a associação comercial entre cidades bálticas que dominou a economia do norte europeu na Idade Média.
Considera-se que a Igreja de Santa Maria (Marienkirche) de Lübeck, construída com tijolos a partir de 1250, serviu de modelo para as igrejas de tipo basilical da região, isto é, edifícios de três naves (uma nave central mais alta e duas laterais mais baixas) flanqueados por arcobotantes e com transepto pronunciado. Grandes basílicas deste tipo foram também levantadas em Wismar, Stralsund, Riga, Malmö e outros lugares. Nas paróquias das grandes cidade e no interior, também foram comuns as igrejas-salão, em que as naves tem todas a mesma altura, como nas igrejas dedicadas a Santa Maria de Rostock e Gdańsk.

## Referências

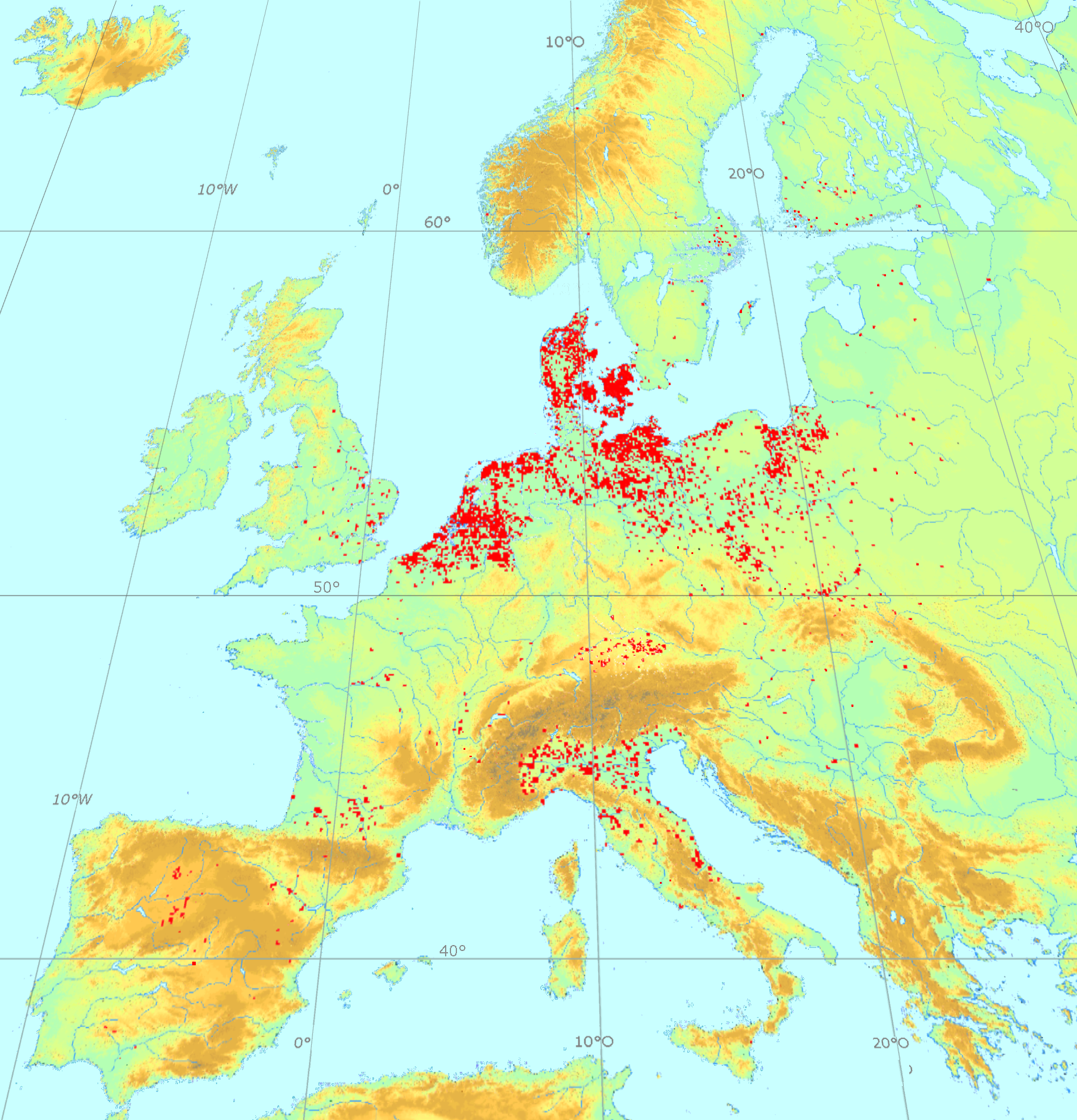
Mapa do gotico de tijolos setentrional e dos vários estilos goticos meridionais de tijolos.